# Carirubana
Carirubana is een gemeente op het schiereiland Paraguaná in de Venezolaanse staat Falcón. De gemeente telt 277.000 inwoners. De hoofdplaats is Punto Fijo, waar een grote vissershaven is. Er is ook een olieraffinaderij.
Op 31 oktober 1958 werd hier het Punto Fijo Pact gesloten.